# Issawane
Issawane (auch: Essahane, Issaouane, Issawan) ist eine Landgemeinde im Departement Mayahi in Niger.

## Geographie
Issawane liegt in der Sahelzone. Die Nachbargemeinden sind El Allassane Maïreyrey im Norden, Ourafane im Nordosten, Maïjirgui im Südosten, Kanan-Bakaché im Süden und Mayahi im Westen. Bei den Siedlungen im Gemeindegebiet handelt es sich um 26 Dörfer, 13 Weiler und 11 Lager. Der Hauptort der Landgemeinde ist das Dorf Issawane. Es liegt auf einer Höhe von 395 m.

## Geschichte
Vor der Ankunft der Franzosen an der Wende vom 19. zum 20. Jahrhundert gehörte Issawane zum unabhängigen Staat Katsina. Die Landgemeinde Issawane ging 2002 bei einer landesweiten Verwaltungsreform aus einem Teil des Kantons Kanan-Bakaché hervor.

## Bevölkerung
Bei der Volkszählung 2012 hatte die Landgemeinde 40.155 Einwohner, die in 4634 Haushalten lebten. Bei der Volkszählung 2001 betrug die Einwohnerzahl 29.987 in 3631 Haushalten.
Im Hauptort lebten bei der Volkszählung 2012 3331 Einwohner in 924 Haushalten, bei der Volkszählung 2001 2263 in 274 Haushalten und bei der Volkszählung 1988 969 in 115 Haushalten.
In ethnischer Hinsicht ist die Gemeinde ein Siedlungsgebiet von Azna, Katsinawa und Tuareg.

## Politik
Der Gemeinderat (conseil municipal) hat 14 gewählte Mitglieder. Mit den Kommunalwahlen 2020 sind die Sitze im Gemeinderat wie folgt verteilt: 5 PNDS-Tarayya, 2 CPR-Inganci, 2 MNSD-Nassara, 2 MPN-Kiishin Kassa, 2 RDR-Tchanji und 1 MDEN-Falala.
Jeweils ein traditioneller Ortsvorsteher (chef traditionnel) steht an der Spitze der 26 Dörfer in der Gemeinde, darunter dem Hauptort.

## Wirtschaft und Infrastruktur
In Issawane wird Agropastoralismus betrieben. Der Ackerbau ist durch fehlende Brachezeiten, Bodenverarmung und unsichere Niederschläge beeinträchtigt. Die Viehzucht leidet unter unzureichenden Weideflächen und fehlenden Ergänzungsfuttermitteln. Im Hauptort gibt es eine Niederschlagsmessstation. In den 1980er Jahren wurde im Hauptort eine Getreidebank etabliert.
Gesundheitszentren des Typs Centre de Santé Intégré (CSI) sind im Hauptort und in der Siedlung N’Wala vorhanden. Der CEG Issawane ist eine allgemein bildende Schule der Sekundarstufe des Typs Collège d’Enseignement Général (CEG). Beim Centre de Formation aux Métiers d’Issawane (CFM Issawane) handelt es sich um ein Berufsausbildungszentrum.
Durch den Hauptort führt die 94 Kilometer lange Nationalstraße 40 zwischen Tessaoua und Belbédji. Es handelt sich um eine einfache Piste.